# Ministério da Indústria, Energia e Exportação
O Ministério da Indústria, Energia e Exportação foi a designação de um departamento do VIII Governo Constitucional de Portugal. O único titular da pasta foi Ricardo Bayão Horta.